# Джефри Синклер
Джефри Синклер (на английски: Jeffrey Sinclair) е измислен герой от научнофантастичния сериал Вавилон 5, чиято роля се изпълнява от актьора Майкъл О'Хеър. Той е командващият офицер на станцията през първия сезон на сериала. Синклер произхожда от семейство на военни пилоти и израства в „колония Марс“. За кратък период от живота си той преминава обучение за йезуит. Участва във войната между Земята и Минбари, след което е командирован на Марс. По характер той е идеалист и романтик, който е готов да се бори за принципите си.

## Първи сезон
Джефри Синклер е избран за командир на станцията през 2257 г. Той е предпочетен за длъжността пред редица по-висши офицери от армията на Земния Съюз, което създава недоверие към него сред някои представители на военния елит. Решаващ фактор за назначението му има основния извънземен спонсор на проекта „Вавилон“ – Федерация Минбари, чиито политически лидери отхвърлят всички останали кандидати за поста. С развитието на първия сезон Синклер постепенно разкрива истината за мотивите на Минбарите.
По време на последната битка от войната целият ескадрон на командира е унищожен, а неговият изтребител остава без оръжията си. В отчаянието си той решава да се насочи към един от вражеските бойни кръстосвачи и да се разбие в него, след което губи съзнание. Синклер е отведен на борда на Минбарския кораб, където е измъчван и разпитван. В хода на разпитите и с помощта на древна реликва, наречена „Трилюминари“, Минбарите откриват нещо неочаквано – пленникът носи душата на техния най-велик духовен лидер на име Вейлън. Тъй като убийството на представители на собствената им раса е забранено, те изтриват по телепатичен път спомените на Синклер и прекратяват тригодишната война с хората.
През 2258 г. Синклер организира спасителна акция за екипажа на мистериозно изчезналата преди години станция Вавилон 4, която се появява отново в епизода „Вавилон на втора. Там той и Майкъл Гарибалди срещат извънземно същество на име Затрас, което им казва, че станцията е необходима в голяма война, за да се запази мира в Галактиката“. След като екипажът е евакуиран, Вавилон 4 отново изчезва безследно.
В края на първия сезон Синклер е прехвърлен на поста посланик на Земния Съюз на планетата Минбар. Междувременно без никакво логично обяснение, посланик Делен използва машина, част от която е устройството „Трилюминари“, за да премине трансформация, която променя нейното ДНК-то и я превръща в хибрид между Минбари и човек.

## Втори и трети сезон
През втория сезон посланик Джефри Синклер се появява за кратко в епизода „Идването на сенките“, където в тайно видео съобщение разкрива на Гарибалди, че длъжността му на Минбар всъщност е прикритие за истинската му дейност – водач на древна организация, наречена Рейнджъри (Анла Шок), създадена преди близо хиляда години от Вейлън. Нейната цел е да се бори срещу тайнствената и могъща раса на Сенките, спомената за пръв път в епизода „В сянката на За Ха Дум“.
Героят на Майкъл О'Хеър прави последната си поява в двете части на епизода „Война без край“. Там той и посланик Делен получават загадъчни писма на възраст от над 900 години, в които е написано, че те трябва да се върнат назад във времето и да откраднат същата станция Вавилон 4, чиито екипаж е спасен от Синклер преди две години. Писмата разкриват, че станцията е използвана като база на Ворлоните и Минбарите по време на първата война със Сенките преди 1000 години. За да бъде изпълнена тази мисия, Драал отваря пространствено-времеви проход в близост до Вавилон 5 и изпраща един от сътрудниците си, който се оказва същият извънземен на име Затрас, който Синклер среща на Вавилон 4 през 2258 г. Двамата се връщат хиляда години назад във времето, където ги чака флотилия от Минбарски кораби. Използвайки емблематичното устройство Трилюминари, Синклер преминава трансформация, идентична с тази на Делен и се превръща в религьозната икона Вейлън – „Минбари не роден от Минбари“.

## Известни реплики на героя
- „Когато врагът ти се превърне в мания, ти се превръщаш във врага.“
- „Никога не давай на някого оръжие, освен ако не си сигурен накъде ще го насочи.“